# Ruka (nastamba)
Ruka, oblik kuće kod južnoamričkih Indijanaca iz skupie Araukanaca. Ove kuće pozmnate su još iz 16. stoljeća, a održale su se u nekim ruralnim krajevima među Araukancima još i danas.
Kuće su dosta nalik onima kod sjevernoamerićkih Irokeza poznatih kao 'long house', ili 'duga kuća'. Građene su od drvenoh kostura, prekrivene slamom, bez prozora i s ognjištem (kutral) na sredini na kojem se uvijek održavala vatra.
Izvorno je bila kružnog oblika, s ulazom na istočnoj strani (Puelmapu), Zemlji Istoka, domovini bogova.
Ruke danas mogu bili, kružnog, pravokutnog ili eliptičnog oblika.